# Кларина Кочи
Кларина Кочи (лат. Clarina kotschyi) — вид ночных бабочек из рода Clarina семейства Sphingidae. Назван по имени австрийского ботаника Теодора Кочи (1813-1866), посетившим в 1841 году Малую Азию, а в 1842-1843 годах - Персию. В центральной Турции промежуточные формы с Clarina syriaca можно найти там, где оба вида вступают в контакт.

## Описание
Размах крыльев 60-80 мм. Гораздо крупнее близкородственной Clarina syriaсa несколько иным рисунком и формой крыльев, то есть меньшим количеством и более слабыми поперечными полосами на переднем крыле и менее зазубренным краем. Окраска крыльев очень изменчива, от красновато-коричневой до бледно-серой с коричневым оттенком. Эти послеледниковые зоны вторичного контакта и гибридизации между когда-то изолированными сестринскими видами известны как шовные зоны, и о них сообщалось для множества таксонов во многих биомах. Летают с начала мая по поздний август.
Яйцо овальное (1,50×1,25 мм), бледно-желтовато-зелёное, часто с отчетливым пузырьком воздуха; очень похож на Mimas tiliae Откладываются поодиночке как на верхней, так и на нижней поверхности листа растения-хозяина, при этом предпочтение отдается кустарникам Vitis, растущим на краю ущелий, в углах плантаций или в садах.
Гусеница на последней стадии развития достигает размера 55-70 мм. При рождении 3-4 мм длиной, бледно-желтая, цилиндрическая, с черным прямым, почти стоячим рогом длиной 1,25 мм. При подеормке становится желтовато-зеленой. Во втором возрасте розовый заменяет черный на роге, и появляется окончательный рисунок, то есть желтая дорсолатеральная линия, идущая от головы к рогу, желтые пятна на теле и дорсальная перевернутая V-образная отметка на каждом сегменте. В последнем возрасте происходят дальнейшие изменения: третий грудной и первый брюшной сегменты становятся слегка вздутыми, так что при тревоге в них могут втягиваться малая голова и первые два грудных сегмента. Серо-голубой оттенок заполняет основной зеленый цвет ниже спинно-боковой линии, а над грудными ногами появляется узкая вентро-латеральная полоса. На всех стадиях развития личинка покоится, вытянувшись вдоль средней жилки, на нижней поверхности листа, редко обнажая при питании более головы и первых двух сегментов. На самом деле личинка очень скрытна и будет прятаться при каждом удобном случае. При движении он делает это медленно, размеренно, рывками. Он постоянно питается, и к тому времени, когда он полностью вырастет, съедает большое количество пищи. Перед окукливанием личинка смазывается «слюной» и становится красновато-коричневой, прежде чем спуститься с растения-хозяина под покровом темноты. Встречается с начала мая по сентябрь, часто на нескольких стадиях развития одновременно. Кормится на растениях Vitis vinifera, растениях рода Parthenocissus, и Ampelopsis.
Куколка достигает размера 35-48 мм. Подобно Daphnis nerii. Крылья полупрозрачные коричневые, жилки обозначены линиями темно-коричневых пятен. Как и у Daphnis nerii, отметина в форме полумесяца частично окружает каждый глаз, а дыхальца расположены в темном окружении. Образуется в рыхлом коконе из светло-коричневого шелка среди обломков и камней у основания скалы или кочки травы.

## Биология
Днем отдыхает среди густой листвы своего растения-хозяина или на камнях на земле. В сумерках даже те особи, которые выплыли в этот день, улетают и на короткое время отправляются на поиски нектароносных цветов. Встречается в центральном Иране на склонах холмов высотой до 2000 м и в горных долинах с кустарниками, виноградниками и отдельными деревьями. Может быть очень распространенным явлением в некоторых районах выращивания винограда.
Обитает в Иранском нагорье и Месопотамии до восточной\центральной Турции. В центральной Турции Clarina kotschyi образует клинальную гибридную популяцию с Clarina syriaca. Эти послеледниковые зоны вторичного контакта и гибридизации между когда-то изолированными сестринскими видами известны как шовные зоны, и о них сообщалось для различных таксонов во многих биомах.